# Dymasius huedepohli
Dymasius huedepohli es una especie de escarabajo del género Dymasius, familia Cerambycidae. Fue descrita científicamente por Tavakilian & Nearns en 2014.
Habita en Malasia (isla de Borneo). Los machos y las hembras miden aproximadamente 18,6 mm. El período de vuelo de esta especie ocurre en los meses de febrero y abril.